# Desmodium denudatum
Desmodium denudatum är en ärtväxtart som beskrevs av Dc. Desmodium denudatum ingår i släktet Desmodium och familjen ärtväxter. Inga underarter finns listade i Catalogue of Life.